# Episodi di SOKO - Misteri tra le montagne (tredicesima stagione)
La tredicesima stagione della serie televisiva SOKO - Misteri tra le montagne è stata trasmessa in anteprima in Austria da ORF 1 tra il 17 gennaio 2014 e il 2 maggio 2014.
| nº | Titolo originale         | Titolo italiano | Prima TV Austria | Prima TV Italia |
| -- | ------------------------ | --------------- | ---------------- | --------------- |
| 1  | Terra Cara               |                 | 17 gennaio 2014  |                 |
| 2  | Saturn im achten Haus    |                 | 24 gennaio 2014  |                 |
| 3  | Gefährliche Liebschaften |                 | 31 gennaio 2014  |                 |
| 4  | Dunkle Seiten            |                 | 28 febbraio 2014 |                 |
| 5  | Stille Wasser            |                 | 21 febbraio 2014 |                 |
| 6  | Feine Gesellschaft       |                 | 14 febbraio 2014 |                 |
| 7  | Sterben mit Aussicht     |                 | 14 marzo 2014    |                 |
| 8  | Krimi à la carte         |                 | 21 marzo 2014    |                 |
| 9  | Fehldiagnose             |                 | 28 marzo 2014    |                 |
| 10 | Kitzbühel liegt am Meer  |                 | 4 aprile 2014    |                 |
| 11 | Vergeltung (Teil 1)      |                 | 11 aprile 2014   |                 |
| 12 | Vergeltung (Teil 2)      |                 | 25 aprile 2014   |                 |
| 13 | Ein gutes Team           |                 | 2 maggio 2014    |                 |